# Mallenahalli (Jodi), Hosadurga
Mallenahalli (Jodi) là một làng thuộc tehsil Hosadurga, huyện Chitradurga, bang Karnataka, Ấn Độ.